# Pheroliodidae
Pheroliodidae zijn  een familie van mijten. Bij de familie zijn 10 geslachten met circa 65 soorten ingedeeld.